# Wieland–Miescher-keton
A Wieland–Miescher-keton egy biciklusos éndion („enedion”). Ezt az optikailag inaktív, racém éndiont a Ciba Geigy svájci gyógyszervállalat két vegyésze, Karl Miescher és Peter Wieland állította először elő, s ezért azt róluk nevezték el.
A racém vegyület neve az IUPAC nevezéktan szerint: (±)-8a-metil-3,4,8,8a-tetrahidro-1,6(2H,7H)-naftalindion.
A vegyület nagyon sokoldalú szinthon (szintetikus építő-elem). Eddig több mint 50 természetes szerves anyag, főleg szeszkviterpének, diterpének és szteroidok szintéziséhez használták. Közülük számosnak van rákellenes, baktericid, vírusölő, antineurodegeneratív és immunmodulátor hatása.
A Wieland-Miescher biciklusos keton gyűrűrendszere a szteroidok AB-gyűrűjének felel meg, ezért kiváló kiindulási anyag szteroidok előállítására. Így például sikerrel használták az adrenoszteron szintézisére.
Az eredeti Wieland–Miescher-keton (5) racém vegyület, amit 2-metil-1,3-ciklohexándion (3)  és metil-vinil-keton Robinson annulációjával állítottak elő. Az annulációban keletkezett triketont (4) benzolban pirrolidinnel forralva nyerték a kívánt biciklusos racém éndiont (5).
A szintézisben először Raney nikkeles katalitikus hidrogénezéssel a rezorcint (1) dihidrorezorcinná (2) alakították, majd annak enolátját metil-jodiddal alkilezve a Robinson annulációhoz szükséges triketont (3) nyerték

Az optikailag aktív Wieland–Miescher-ketonhoz vezető enantioszelektív szintézis (S)-(−)-prolin optikailag aktív aminosav katalizátort használ:
Ez az aszimmetriás gyűrűzáró reakció 1971-ben jelent meg a szabadalmi irodalomban. Hajos és Parrish az optikailag aktív Wieland–Miescher-ketonhoz vezető köztiterméket, az optikailag aktív 6,6-biciklusos ketolt (−)-6 is elkülönítette, mert biológiai körülmények között, szobahőmérsékleten, vízmentes dimetilformamid (DMF) oldószerben dolgoztak. A balra forgató vegyület (−)-6 dehidratálása benzolban p-toluolszulfonsavval forralva az optikailag aktív, jobbra forgató éndionhoz (S)-(+)-5 vezet.
Ezt az optikailag aktív (S)-(+)-5  éndiont használta a rák ellenes Taxol nevű négy-gyűrűs vegyület totálszintézisében Danishefsky professzor.
A baseli Roche gyógyszervállalat vegyészei a triketon ( 4 ) aszimmetriás gyűrűzárási reakcióját dimetil-szulfoxid (DMSO) oldószerben végezték el az eredeti eljárás [6] nyomán. Miután nem dimetilformamidban, hanem dimetilszulfoxid oldószerben dolgoztak, az optikailag aktív biciklusos ketolt (−)-6 nem különítették el, hanem egyenesen az optikailag aktív biciklusos Wieland–Miescher-ketonhoz (S)-(+)-5 jutottak.
A berlini Schering gyógyszervállalat vegyészei, Eder, Sauer és Wiechert nem-biológiai körülmények között dolgozva, a triketont (4 ) 47 mol% prolinnal 1M perklórsavas közegben, acetonitrilben forralva, közvetlenül a fent leírt éndiont (S)-(+)-5 állították elő. A Hajos,Parrish biciklusos ketolokat így természetesen nem tudták elkülöníteni, vagy megfigyelni.
Carlos F. Barbas és munkatársai az optikailag aktív biciklusos éndion (S)-(+)-5 előállítását az eredeti eljárás módosításával egy lépésben hajtották végre, és 49%-os termeléssel 76%-os optikai tisztaságban nyerték az optikailag aktív biciklusos éndiont:
Az optikailag aktív Wieland–Miescher-keton előállítása a Hajos–Parrish reakció, vagy más néven a Hajos–Parrish–Eder–Sauer–Wiechert-reakció egyik példája.